# Папазахос, Василис
Василис Папазахос (греч. Βασίλης Παπαζάχος; 30 сентября 1929 — 10 ноября 2022) — греческий сейсмолог.

## Биография
Родился 30 сентября 1929 года в селе Смоково (периферийная единица Кардица). Изучал физику в Афинском университете в Греции. Получил степень магистра геофизики в Университете Сент-Луиса (1963) и доктора сейсмологии в Афинском университете (1961). Занимался геофизикой как ассистент профессора Ангелоса Галанопулоса (1955—1956), впоследствии перешёл в Институт геодинамики Афинской национальной обсерватории (1956—1977). Позже стал профессором сейсмологии в Университете Аристотеля (1977—1998), где работал как профессор-эмерит.
Из-за высокой сейсмичности Греции Папазахос и другие сейсмологи всегда привлекали к себе внимание общественности. Выступал оппонентом Панайотиса Варотсоса и VAN-метода предсказания землетрясений, который он назвал «крупнейшей научной шуткой века».
Активный политический деятель, сторонник левых сил. Получил предложение от Коммунистической партии Греции баллотироваться на выборах мэра Салоники, однако отказался. Позже баллотировался в родном городе при поддержке радикальной левой партии Синаспизмос.
Скончался 10 ноября 2022 года.